# 45 Scientific
 (mars 2021).
Si vous disposez d'ouvrages ou d'articles de référence ou si vous connaissez des sites web de qualité traitant du thème abordé ici, merci de compléter l'article en donnant les références utiles à sa vérifiabilité et en les liant à la section « Notes et références ».
 (juillet 2008).
- Si vous ne connaissez pas le sujet, laissez ce bandeau (vous pouvez alors contacter les auteurs).
- Si vous supprimez le contenu mis en cause (vous pouvez préalablement contacter les auteurs),

argumentez précisément cette suppression dans la page de discussion
(un manque de référence n'est pas un argument ; une recherche réelle de référence doit avoir été effectuée, être formellement documentée).
45 Scientific est un label français indépendant, composé initialement de Geraldo, Booba, Ali et Jean-Pierre Seck (JP Seck). Il est constitué en septembre 1999 sous la forme d'une SARL.

## Historique
Le label 45 Scientific fondé en 1999 par Geraldo, Booba, Ali et Jean-Pierre Seck (JP Seck).
Si le premier enregistrement sorti sur le label est le maxi Civilisé, 45 Scientific fut néanmoins créé à l'origine afin de sortir Mauvais œil, l'album de Lunatic.
Ayant démarché les majors afin de sortir cet album avec une exposition à grande échelle, les membres du groupe se résignent à sortir leur album en autoproduction avec une distribution assurée par Warner. Mauvais Œil devient disque d'or avec plus de 100 000 ventes à ce jour. 45 est le deuxième label indépendant, après L'Homicide Volontaire à recevoir un disque d'or  . 361 records fera de même quelques années plus tard.
Afin de promouvoir l'album, 45 Scientific ouvre des négociations avec Skyrock pour organiser un Planète Rap, chose que refuse Laurent Bouneau en raison de la phrase de Booba dans le morceau Si tu kiffes pas : « J'aime voir des CRS morts ».
L'album Temps mort sort au début de l'année 2002. Le label décide d'entamer des négociations avec Laurent Bouneau pour organiser un Planète Rap. Bouneau propose d'abord un Planète Rap sans Booba dans les studios, qualifiant son rap de « rap de village ». Lors d'une interview sur Générations, Geraldo et JP Seck expliquent leur opposition face à la vision du rap du directeur de Skyrock qui "formate les trucs" et fait écouter "du rap à l'eau" selon l'expression de Doc Gyneco dans Tout saigne (La Clinique). Fin 2002, l'album est réédité avec deux inédits dont le morceau Destinée, en featuring avec Kayna Samet. Vu l'immense succès de l’album, Skyrock décide finalement de jouer le titre Destinée, le son le plus mainstream de l’album, sans l'accord des autres membres du label[réf. nécessaire].
Le label sort ensuite l'album d'Hi-Fi, Rien à perdre rien à prouver qui passe un peu inaperçu. Peu de temps après, Booba quitte le label et donne une interview dans le magazine Groove où il explique les raisons de cette rupture. Geraldo, JP Seck et Ali démentent immédiatement la plupart des propos de Booba chez Générations 88.2 . Ils expliquent que ce départ ne remet pas en cause le futur du label et détaillent quelques points de la discorde entre les deux parties (signature de Ill, marque de vêtements, business).
En 2005, Ali sort Chaos & Harmonie. À ce moment commence une traversée du désert pour le label indépendant. Le 20 février 2006, 45 Scientific décide de mettre en vente le Black Album de Lunatic, qui contient deux inédits en solo d'Ali et de Booba, ainsi que de nombreux remixs de morceaux déjà sortis. Booba attaque en justice le label et s'oppose à la sortie du disque, en particulier à cause de son titre solo Tony Coulibaly. Peu après, JP Seck quitte le label.
Par la suite, Lalcko et Escobar quittent le label, qui refait son apparition fin 2006 en remettant sur le marché Mauvais œil, Temps mort et Chaos & harmonie.

## Albums, projets et maxis sortis par le label
- 2006 : Kayzer Ibliss - Hauts De Seine Tape (mixtape)

- 2010 : Hi-Fi - Plus Rien à Perdre, Plus Rien à Prouver/Babylon System (Album)
- 2010 : Cris Prolific – Art/Money Vol. 1